# Уйский район
Уйский район — административно-территориальная единица (район) и муниципальное образование (муниципальный район) в Челябинской области России.
Административный центр: село Уйское.

## География
Расположен в западной части Челябинской области. На севере граничит с Чебаркульским, на востоке с Пластовским, на юго-востоке с Троицким, на юге с Верхнеуральским районами Челябинской области, на западе с Учалинском районом Республики Башкортостан. Площадь составляет 194,7 тыс. га, сельскохозяйственные угодья включают 129,15 тыс. га.
Крупные реки: Агыр, Иматка, Каморза, Кидыш, Кумляк, Увелька, Узельга, Уй. Единственное Воронинское озеро находится в 10 км к юго-западу от районного центра села Уйского. Много прудов, крупнейшие из которых, Сосновский, Аминевский, Пчелка, Токмасский, Соколовский. На реке Агыр построено Выдринское водохранилище. В юго-западной части района, в Уйском бору, находится Уйский зоологический заказник. 75 % территории района занимает Уйское охотничье хозяйство. Климат умеренно континентальный. Среднее годовое количество осадков: 400 мм в восточной части и 500 мм в западной. Средняя температура января: −17 °С, абсолютный минимум: −47 °С, средняя температура июля: +18 °С, абсолютный макимум: +40 °С. Преобладают ветры южного и юго-западного направлений. В пределах района находятся памятники природы: Уйский, Булатовский и Ларинский боры, геологический разрез силурийских пород: чёрных фтанитов. Имеется Уйское месторождение строительных песков.

## История
В 1742 году в цепи Оренбургской Неплюевской линии по защите юго-восточных рубежей Российской империи от набегов кочевников была основана Уйская крепость. Заложил её воевода Исетской провинции подполковник Петр Бахметьев. В конце XVIII века в ходе реорганизации административного деления Оренбургского казачьего войска Уйская крепость была преобразована в станицу.
При советской власти район, как административно-территориальная единица был определён в декабре 1926 года с названием Колхозный. В 1929 году создан первый совхоз «Уйский». К середине тридцатых годов прошлого века в районе действовало 48 сельхозартелей.
С 1962 по 1964 годы район был ликвидирован и входил в состав Чебаркульского района, а в 1965 году восстановлен с названием Уйский.

## Население
| 2002    | 2005    | 2006    | 2007    | 2008    | 2009    | 2010    | 2011    |
| ------- | ------- | ------- | ------- | ------- | ------- | ------- | ------- |
| 28 555  | ↘27 860 | ↘27 616 | ↘27 292 | ↘26 839 | ↘26 304 | ↘26 184 | ↘26 159 |
| 2012    | 2013    | 2014    | 2015    | 2016    | 2017    | 2018    | 2019    |
| ↘25 663 | ↘25 119 | ↘24 491 | ↘24 093 | ↘23 872 | ↘23 427 | ↘22 928 | ↘22 502 |
| 2020    | 2021    | 2023    |         |         |         |         |         |
| ↘22 180 | ↘21 704 | ↘21 213 |         |         |         |         |         |

### Национальный состав
Башкирские населенные пункты: Магадеево, Булатово, Заозерный. Татарский населенный пункт: Аминево, мордовский — д. Гусары. Также в русских и башкирских сёлах проживают казахские семьи.

## Территориальное устройство
Уйский район как административно-территориальная единица области делится на 11 сельсоветов. Уйский муниципальный район, в рамках организации местного самоуправления, включает 11 муниципальных образований со статусом сельских поселений:
| №  | Муниципальное образование             | Административный центр | Количество населённых пунктов | Население (чел.) | Площадь (км²) |
| -- | ------------------------------------- | ---------------------- | ----------------------------- | ---------------- | ------------- |
| 1  | Аминевское сельское поселение         | село Аминево           | 2                             | ↗894             | 159,37        |
| 2  | Беловское сельское поселение          | село Белово            | 2                             | ↘613             | 109,22        |
| 3  | Вандышевское сельское поселение       | деревня Вандышевка     | 2                             | ↘718             | 105,48        |
| 4  | Кидышевское сельское поселение        | село Кидыш             | 3                             | ↗1246            | 234,73        |
| 5  | Кумлякское сельское поселение         | село Кумляк            | 1                             | ↘647             | 111,74        |
| 6  | Ларинское сельское поселение          | село Ларино            | 6                             | ↗2648            | 400,26        |
| 7  | Масловское сельское поселение         | село Маслово           | 3                             | ↗858             | 86,55         |
| 8  | Нижнеусцелемовское сельское поселение | село Нижнеусцелемово   | 3                             | ↗952             | 114,84        |
| 9  | Петропавловское сельское поселение    | село Петропавловка     | 1                             | ↗747             | 205,14        |
| 10 | Соколовское сельское поселение        | посёлок Мирный         | 12                            | ↘3716            | 664,94        |
| 11 | Уйское сельское поселение             | село Уйское            | 8                             | ↘8436            | 441,74        |

### Населённые пункты
В Уйском районе 43 населённых пункта.
В сносках к названию населённого пункта указана муниципальная принадлежность

| Уйское          | ↘6728 |
| Ларино          | ↘1767 |
| Мирный          | ↘1659 |
| Кидыш           | ↘1014 |
| Аминево         | ↘830  |
| Вандышевка      | ↘776  |
| Петропавловка   | ↗747  |
| Нижнеусцелемово | ↘757  |
| Белово          | ↗747  |
| Кумляк          | ↘647  |
| Маслово         | ↘584  |
| Булатово        | ↘553  |
| Яринка          | ↘525  |
| Октябрьский     | ↘475  |
| Соколовское     | ↘440  |

| Фоминский   | ↗424 |
| Воронино    | ↘421 |
| Выдрино     | ↘408 |
| Глазуновка  | ↗406 |
| Никольское  | ↘395 |
| Лебедевка   | ↘374 |
| Зерновой    | ↘367 |
| Лесной      | ↘337 |
| Кочнево     | ↗325 |
| Восточный   | ↘291 |
| Речной      | ↘276 |
| Заозёрный   | ↘274 |
| Замотохина  | ↘266 |
| Магадеево   | ↗265 |
| Бирюковский | ↘231 |

| Гусары           | ↘216 |
| Брюхово          | ↘212 |
| Краснокаменка    | ↘208 |
| Вишнёвка         | ↘192 |
| Горки            | ↘192 |
| Верхнеусцелемово | ↘184 |
| Берёзовка        | ↘174 |
| Токмасский       | ↘145 |
| Грибановка       | ↘132 |
| Косогорка        | ↘126 |
| Луговой          | ↗86  |
| Пичугинский      | ↘59  |
| Берег            | →41  |

## Образование
В районе 71 образовательное учреждение, а также имеется филиал ГБПОУ «Верхнеуральский аграрнотехнический колледж — Казачий кадетский корпус», учебно-производственный комбинат.

## Почётные граждане района
- Дейнеко, Григорий Фёдорович — директор Уйского совхоза Уйского района Челябинской области. Герой Социалистического Труда (1966).